# Chartered IT Professional
Chartered IT Professional (CITP) ist eine Qualifikation für Informatiker, die durch die British Computer Society (BCS) unter Royal Charter verliehen wird.
Die Qualifikation wird nicht in Bezug auf ein bestimmtes Fachgebiet verliehen, kann aber durch Befähigung in verschiedenen Bereichen der IT erworben werden. Diese umfassen unter anderem Information Management und Sicherheit, Strategie und Architektur, Portfolio-, Programm- und Projekt-Management, Business Change, Lösungsentwicklung und -umsetzung, Service-Management, Qualitäts- und Ressourcen-Management, Aus- und Weiterbildung, Vertrieb und Marketing.
Die Bezeichnung Chartered IT Professional ist gleich dem Wirtschaftsprüfer und dem Steuerberater ein regulierter Beruf im Sinne der EU-Richtlinie 2005/36/EG. Wie alle "Chartered Professions" werden auch die Berufsregeln und Zulassungsvoraussetzungen des CITP vom Privy Council genehmigt.

## Zulassungsvoraussetzungen
Die Zulassungsvoraussetzungen umfassen
1. in der Regel ein Minimum von 8 bis 10 Jahren Berufserfahrung auf dem Gebiet der Informationstechnologie. Die Dauer eines akkreditierten Hochschulstudiums hierauf kann angerechnet werden.
2. den Nachweis, dass der Kandidat auf einem hohen Niveau qualifiziert ist. Das Qualifikationsniveau muss den Anforderungen der Stufe 5 des Skills Framework for the Information Age (SFIA) genügen.[3]
3. eine bestandene schriftliche Kompetenzprüfung
4. ein bestandenes Skills Assessment Interview mit zwei von der BCS bestellten Prüfern

## Kontinuierliche Weiterbildung
Die Bezeichnung CITP wird zusammen mit einem Fähigkeitszertifikat (Certificate of Current Competence) verliehen, welches 5 Jahre gültig ist. Zur Erneuerung muss der Halter regelmäßige Weiterbildungsaktivitäten nachweisen.

## Berufspflichten
Als BCS-Mitglieder sind Chartered IT Professionals dem BCS Code of Conduct verpflichtet.

## Namenszusatz
Chartered IT Professionals sind berechtigt, die Bezeichnung CITP hinter ihrem Namen zu führen. Diese wird nach Auszeichnungen, Dekorationen und Hochschulabschlüssen und den Mitgliedschaftsbezeichnungen gestellt.
Beispiel: Vorname Nachname, MSc MBCS CITP

## Register
Die BCS führt ein öffentliches Register aller CITPs. Dieses kann auf der BCS-Internetseite eingesehen werden.